# Agnieszka Taborska
Agnieszka Taborska (Varsovia, Polonia, 1961) es una escritora, educadora y traductora.

## Biografía
Agnieszka nació en Varsovia y recibió una maestría en la Universidad de Varsovia. Actualmente vive en Varsovia y Providence.
De 1996 a 2004, dio clases en la Escuela de Arte Contemporáneo Pont Aven. Taborska Ha sido una conferenciante en arte europeo, cinematografía y literatura en la Escuela de Diseño de Rhode Island desde 1988. Sus áreas principales son el surrealismo francés y cómo las mujeres están retratadas en la literatura y arte Occidental. Ha sido conservadora de museo para exposiciones de arte surrealista tanto en Francia como en Polonia.
Ha traducido trabajos al polaco de autores como Philippe Soupault, Roland Topor, Gisèle Prassinos y Spalding Gray.
Taborska ha publicado cuentos en Polonia, México, Alemania, Japón y Corea. Estos recibieron premios de la Academia Alemana de Literatura para Niños. Fueron también adaptados para cine de animación, los cuales recibieros premios en festivales de cine internacionales.

## Obras
- Conspirators of Imagination: Surrealism, essays  (2007).
- The Dreaming Life of Leonora de la Cruz, publicado en Polonia, Francia y Estados Unidos (2007), ilustrados por Selena Kimball.
- Wieloryb czyli przypadek obiektywny, cuentos (2010)